# Покривник іржастий
Покривни́к іржастий (Sciaphylax castanea) — вид горобцеподібних птахів родини сорокушових (Thamnophilidae). Мешкає на заході Амазонії.

## Опис
Довжина птаха становить 11-12 см, вага 16-17 г.  Виду притаманний статевий диморфізм. У самців голова і горло темно-сірі, верхня частина тіла рудувато-коричнева. Покривні пера крил чорнуваті з білими або охристими краями, хвіст короткий, рудувато-коричневий. Горло і груди чорні, з боків сірі або коричневі, центральні частина живота білувата. Самиці мають дещо блідіше забарвлення, горло і груди у них яскраво-каштанові або рудувато-оранжеві. Живіт білий з охристим відтінком.

## Підвиди
Виділяють два підвиди:
- S. c. castanea (Zimmer, JT, 1932) — південний схід Еквадору (Самора-Чинчипе) і північ Перу (Сан-Мартін);
- S. c. centunculorum (Isler, ML, Álvarez A, J, Isler, PR, Valqui, Begazo & Whitney, 2002) — крайеій південь Колумбії (Путумайо), схід Еквадору (Напо, Пастаса) і північний схід Перу (Лорето).

## Поширення і екологія
Іржасті покривники мешкають в Колумбії, Еквадорі і Перу. Вони живуть в густому підліску вологих рівнинних тропічних лісів. Зустрічаються на висоті до 1350 м над рівнем моря. Живляться комахами та іншими безхребетними, яких шукають в опалому листі.